# Noram Cup w biegach narciarskich 2015/2016
Noram Cup w biegach narciarskich 2015/2016 to kolejna edycja tego cyklu zawodów. Rywalizacja rozpoczęła się 5 grudnia 2015 r. w kanadyjskim Canmore, a zakończyła się 21 lutego 2016 r. w Prince George, również w Kanadzie.
W poprzednim sezonie tego cyklu najlepszą wśród kobiet była Kanadyjka Emily Nishikawa, a wśród mężczyzn najlepszy okazał się jej rodak Michael Somppi. W tym sezonie natomiast, najlepszą wśród kobiet okazała się Kanadyjka Dahria Beatty, a wśród mężczyzn zwyciężył również zawodnik z Kanady Andy Shields.

## Kalendarz i wyniki

### Kobiety
| Lp. | Data             | Miejscowość      | Dystans                            | 1. miejsce             | 2. miejsce              | 3. miejsce              |
| --- | ---------------- | ---------------- | ---------------------------------- | ---------------------- | ----------------------- | ----------------------- |
| 1.  | 5 grudnia 2015   | Canmore          | 5 km s. klasycznym                 | Sophie Carrier-Laforte | Katherine Stewart-Jones | Alannah MacLean         |
| 2.  | 6 grudnia 2015   | Canmore          | 10 km s. dowolnym (start masowy)   | Dahria Beatty          | Frederique Vezina       | Cendrine Browne         |
| 3.  | 8 grudnia 2015   | Canmore          | Sprint s. klasycznym               | Dahria Beatty          | Cendrine Browne         | Jennifer Jackson        |
| 4.  | 12 grudnia 2015  | Vernon           | Sprint s. dowolnym                 | Maya MacIsaac-Jones    | Andrea Dupont           | Marie Corriveau         |
| 5.  | 13 grudnia 2015  | Vernon           | 10 km s. dowolnym                  | Dahria Beatty          | Jaqueline Mourão        | Andrea Dupont           |
| 6.  | 14 stycznia 2016 | Thunder Bay      | Sprint s. dowolnym                 | Andrea Dupont          | Jennifer Jackson        | Sophie Carrier-Laforte  |
| 7.  | 16 stycznia 2016 | Thunder Bay      | 10 km s. klasycznym                | Andrea Dupont          | Jennifer Jackson        | Sophie Carrier-Laforte  |
| 8.  | 17 stycznia 2016 | Thunder Bay      | Bieg łączony 2x7,5 km              | Odwołano               | Odwołano                | Odwołano                |
| 9.  | 30 stycznia 2016 | Mont-Sainte-Anne | 5 km s. klasycznym                 | Cendrine Browne        | Sophie Carrier-Laforte  | Frederique Vezina       |
| 10. | 31 stycznia 2016 | Mont-Sainte-Anne | 10 km s. dowolnym (handicap)       | Cendrine Browne        | Olivia Bouffard-Nesbitt | Annika Hicks            |
| 11. | 5 lutego 2016    | Gatineau         | Sprint s. dowolnym                 | Maya MacIsaac-Jones    | Jennifer Jackson        | Olivia Bouffard-Nesbitt |
| 12. | 6 lutego 2016    | Gatineau         | 10 km s. dowolnym                  | Cendrine Browne        | Dahria Beatty           | Olivia Bouffard-Nesbitt |
| 13. | 7 lutego 2016    | Gatineau         | 15 km s. klasycznym (start masowy) | Dahria Beatty          | Cendrine Browne         | Katherine Stewart-Jones |
| 14. | 19 lutego 2016   | Prince George    | Sprint s. klasycznym               | Dahria Beatty          | Olivia Bouffard-Nesbitt | Maya MacIsaac-Jones     |
| 15. | 20 lutego 2016   | Prince George    | 7,5 km s. dowolnym                 | Dahria Beatty          | Olivia Bouffard-Nesbitt | Maya MacIsaac-Jones     |
| 16. | 21 lutego 2016   | Prince George    | 15 km s. klasycznym (start masowy) | Cendrine Browne        | Annika Hicks            | Katherine Stewart-Jones |

### Mężczyźni
| Lp. | Data             | Miejscowość      | Dystans                            | 1. miejsce            | 2. miejsce                  | 3. miejsce            |
| --- | ---------------- | ---------------- | ---------------------------------- | --------------------- | --------------------------- | --------------------- |
| 1.  | 5 grudnia 2015   | Canmore          | 10 km s. klasycznym                | Kevin Sandau          | Knute Johnsgaard            | Ian Murray            |
| 2.  | 6 grudnia 2015   | Canmore          | 15 km s. dowolnym (start masowy)   | Kevin Sandau          | Knute Johnsgaard            | Brian McKeever        |
| 3.  | 8 grudnia 2015   | Canmore          | Sprint s. klasycznym               | Bob Thomspon          | Patrick Stewart-Jones       | Andy Shields          |
| 4.  | 12 grudnia 2015  | Vernon           | Sprint s. dowolnym                 | Andy Shields          | Sebastien Böhmler-Dandurand | Knute Johnsgaard      |
| 5.  | 13 grudnia 2015  | Vernon           | 15 km s. dowolnym                  | Kevin Sandau          | Knute Johnsgaard            | Russell Kennedy       |
| 6.  | 14 stycznia 2016 | Thunder Bay      | Sprint s. dowolnym                 | Julien Locke          | Patrick Stewart-Jones       | Angus Foster          |
| 7.  | 16 stycznia 2016 | Thunder Bay      | 15 km s. klasycznym                | Kevin Sandau          | Scott James Hill            | Brian McKeever        |
| 8.  | 17 stycznia 2016 | Thunder Bay      | Bieg łączony 2x15 km               | Odwołano              | Odwołano                    | Odwołano              |
| 9.  | 30 stycznia 2016 | Mont-Sainte-Anne | 10 km s. klasycznym                | Bob Thomspon          | Andy Shields                | Michael Somppi        |
| 10. | 31 stycznia 2016 | Mont-Sainte-Anne | 15 km s. dowolnym (handicap)       | Andy Shields          | Evan Palmer-Charrette       | Brian McKeever        |
| 11. | 5 lutego 2016    | Gatineau         | Sprint s. dowolnym                 | Julien Locke          | Sebastien Böhmler-Dandurand | Jesse Cockney         |
| 12. | 6 lutego 2016    | Gatineau         | 15 km s. dowolnym                  | Michael Somppi        | Kevin Sandau                | Russell Kennedy       |
| 13. | 7 lutego 2016    | Gatineau         | 20 km s. klasycznym (start masowy) | Andy Shields          | Jesse Cockney               | Knute Johnsgaard      |
| 14. | 19 lutego 2016   | Prince George    | Sprint s. klasycznym               | Bob Thomspon          | Patrick Stewart-Jones       | Andy Shields          |
| 15. | 20 lutego 2016   | Prince George    | 10 km s. dowolnym                  | Russell Kennedy       | Kevin Sandau                | Michael Somppi        |
| 16. | 21 lutego 2016   | Prince George    | 20 km s. klasycznym (start masowy) | Evan Palmer-Charrette | Andy Shields                | Patrick Stewart-Jones |

## Klasyfikacje
| Lp. | Zawodniczka             | Punkty |
| --- | ----------------------- | ------ |
| 1.  | Dahria Beatty           | 960    |
| 2.  | Cendrine Browne         | 800    |
| 3.  | Olivia Bouffard-Nesbitt | 601    |
| 4.  | Maya MacIsaac-Jones     | 571    |
| 5.  | Katherine Stewart-Jones | 552    |
| 6.  | Jennifer Jackson        | 529    |
| 7.  | Andrea Dupont           | 525    |
| 8.  | Sophie Carrier-Laforte  | 515    |
| 9.  | Annika Hicks            | 479    |
| 10. | Frederique Vezina       | 438    |
| 11. | Alannah MacLean         | 392    |
| 12. | Marie Corriveau         | 337    |
| 13. | Kendra Murray           | 320    |
| 14. | Emily Nishikawa         | 300    |
| 15. | Ember Large             | 274    |

| Lp. | Zawodnik                    | Punkty |
| --- | --------------------------- | ------ |
| 1.  | Andy Shields                | 725    |
| 2.  | Kevin Sandau                | 724    |
| 3.  | Knute Johnsgaard            | 610    |
| 4.  | Bob Thomspon                | 550    |
| 5.  | Patrick Stewart-Jones       | 547    |
| 6.  | Michael Somppi              | 507    |
| 7.  | Russell Kennedy             | 469    |
| 8.  | Brian McKeever              | 465    |
| 9.  | Evan Palmer-Charrette       | 441    |
| 10. | Alex Harvey                 | 400    |
| 11. | Julien Locke                | 374    |
| 12. | Scott James Hill            | 343    |
| 13. | Sebastien Böhmler-Dandurand | 335    |
| 14. | Colin Abbott                | 321    |
| 14. | David Palmer                | 321    |